# Peter Gill
Peter E. Gill (23 de julio de 1930-Maidstone, ca.23 de abril de 2020) fue un golfista profesional inglés. En 1959 ganó el Torneo de Asistentes de Coombe Hill y la Copa Gor-Ray en semanas sucesivas.  
Su fallecimiento fue conocido el 23 de abril de 2020. Murió a los 89 años en el hospital de Maidstone a causa del COVID-19, durante la pandemia de coronavirus.

## Carrera profesional
Gill fue asistente profesional en la década de 1950, primero en Little Aston Golf Club y luego en Addington Golf Club. Jugó regularmente en torneos de asistentes y en 1953, mientras todavía estaba en Little Aston, llegó a la semifinal de la Copa Gor-Ray, el Campeonato de Asistentes de la PGA, antes de perder ante Geoffrey Hunt. Clasificó para el Open Championship el mismo año. En 1959 ganó el Torneo de Asistentes de Coombe Hill y la Copa Gor-Ray en semanas sucesivas. Ganó el Torneo Coombe Hill después de un desempate de seis hoyos con Billy Bingham y luego ganó la Copa Gor-Ray, un golpe por delante de Peter Shanks.
Fue tercero en el John Player Classic de 1970, un evento que tuvo un primer premio de £ 25,000. Christy O'Connor Snr ganó el evento, por delante de Tony Jacklin, con Gill empatando con Neil Coles y ganando £ 3,750. Aunque tenía más de 40 años cuando se formó la gira, Gill jugó en algunos eventos del Circuito Europeo en 1972 y 1973. 
Jugó en el PGA Seniors Championship en la década de 1980. En su primera aparición en 1981, terminó un golpe detrás de Christy O'Connor Snr y Fred Boobyer. Al año siguiente volvió a estar fuera de un playoff. En 1983 fue segundo, nueve golpes detrás de O'Connor, que ganó el evento por sexta vez y por tercer año consecutivo. Jugó en el European Seniors Tour en sus primeros años, aunque tenía más de 60 años cuando se fundó el tour. Tuvo un top 10 en el 1992 Belfast Telegraph Irish Senior Masters. 
Gill era el profesional en Surbiton Golf Club en Surrey, Gatton Manor en Surrey y Knole Park en Kent. Fue miembro honorario de la PGA.